# Al Rihla (ballon de football)

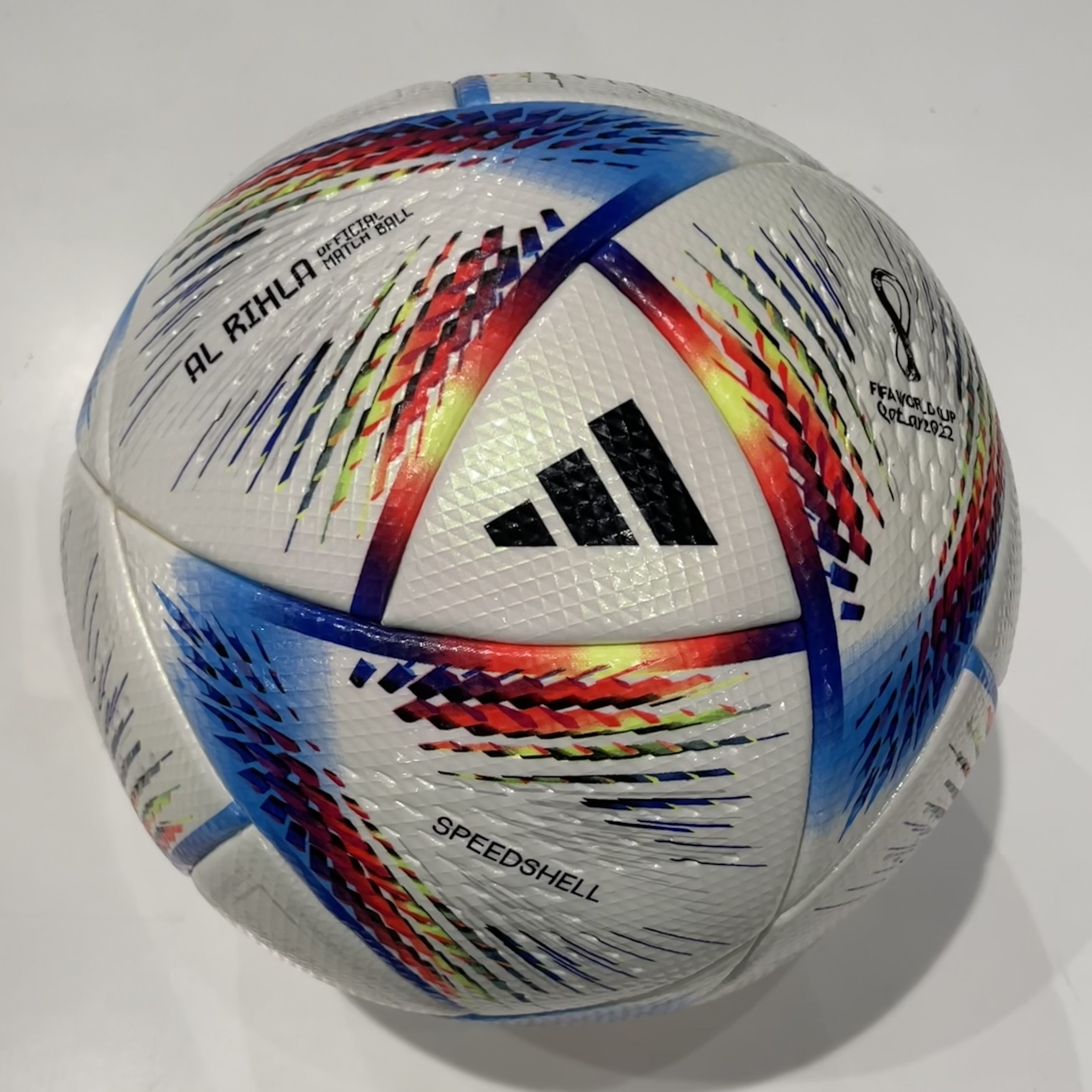
Ballon officiel.

Le Al Rihla (en arabe : الرحلة) est le ballon officiel de la Coupe du monde de football 2022, qui a eu lieu au Qatar du 20 novembre au 18 décembre 2022. Il est conçu par l'équipementier sportif allemand Adidas.

## Histoire
Al Rihla qui signifie Le voyage, a été dévoilé le 30 mars 2022, deux jours avant le tirage au sort de la phase finale de la compétition.
Inspiré de la culture, de l’architecture, des bateaux traditionnels et du drapeau du Qatar, le nouveau ballon de la Coupe du Monde 2022 est décoré de motifs colorés sur un fond nacré, qui s’inspirent à la fois de la culture qatarie et de la rapidité croissante avec laquelle se déroule le jeu.

## Caractéristiques techniques
Le ballon est composé de 20 panneaux de polyuréthane traité contribuant à améliorer sa précision, sa stabilité et sa rotation dans l’air. Il se veut également plus durable afin d'en faire le premier ballon d'une Coupe du monde dont les colles et les encres sont à base d’eau.

## Apparence
La version Pro du ballon affiche également le texte Football is: Teamwork - Fair play - Collective Responsibility - Passion - Respect en anglais, chinois mandarin, arabe, espagnol, français et espéranto sur texte gris dans des triangles blancs.

## Al Hilm
Pour le carré final de la compétition (demi-finales, match pour la 3e place et finale), un nouveau ballon est utilisé et est baptisé Al Hilm (en arabe : الحلم) qui signifie Le rêve. Proposant un design où prédominent des teintes dorées et des motifs triangulaires, il s’inspire des étendues désertiques de la région de Doha, de la couleur du trophée de la coupe du monde de la FIFA et du drapeau qatarien.